# Chéri (film, 2009)
Pour les articles homonymes, voir Chéri.
Pour plus de détails, voir Fiche technique et Distribution.
Chéri est un film franco-britannico-allemand, réalisé par Stephen Frears et sorti le 8 avril 2009. Cette adaptation du roman du même nom de Colette met en scène Michelle Pfeiffer et Rupert Friend dans les rôles principaux. Ce dernier interprète Chéri, un jeune homme, l'amant de Léa de Lonval, une courtisane de près de cinquante ans.
Le tournage, qui s'est déroulé en Angleterre, à Biarritz (Hôtel du Palais) ainsi qu'à Paris (Maxim's, hôtel Mezzara  d'Hector Guimard), fait se retrouver Stephen Frears et Michelle Pfeiffer, vingt ans après Les Liaisons dangereuses.

## Synopsis
Léa de Lonval, une courtisane de près de cinquante ans, est la maîtresse de Fred Peloux, surnommé Chéri. À mesure qu'elle éprouve le manque de conviction croissant de son jeune amant, Léa ressent, avec un émerveillement désenchanté et la lucidité de l'amertume, les moindres effets d'une passion qui sera sa dernière. Pourtant, il suffira à Chéri d'épouser la jeune et tendre Edmée pour comprendre que la rupture avec Léa ne va pas sans regrets.

## Fiche technique
- Titre original et français : Chéri
- Réalisation : Stephen Frears
- Scénario : Christopher Hampton, d'après le roman éponyme de Colette
- Musique : Alexandre Desplat
- Photographie : Darius Khondji
- Montage : Lucia Zucchetti
- Décors : Véronique Mélery
- Costumes : Consolata Boyle
- Production : Thom Mount, Tracey Seaward, Bill Kenwright
- Sociétés de production : Miramax Films, Pathé
- Sociétés de distribution : Miramax Films, Pathé
- Pays d'origine :  Royaume-Uni  France  Allemagne
- Langue originale : anglais
- Genre : romance
- Dates de sortie :
  - France : 8 avril 2009
  - Royaume-Uni : 8 mai 2009

## Distribution
- Michelle Pfeiffer (VF : Emmanuelle Bondeville) : Léonie Vallon, alias Léa de Lonval, une courtisane en fin de carrière qui tombe amoureuse du jeune Chéri
- Kathy Bates (VF : Monique Thierry) : Madame Charlotte Peloux, la mère de Chéri, une ancienne courtisane devenue richissime mais restée vulgaire
- Rupert Friend (VF : Micha Lescot) : Fred Peloux, dit « Chéri », le fils d'une courtisane qui devient l'amant de Léa
- Felicity Jones (VF : Clotilde Morgiève) : Edmée, la fille de Marie-Laure que Mme Peloux marie à son fils
- Frances Tomelty : Rose, la bonne de Léa
- Tom Burke : le vicomte Desmond, un ami de Chéri
- Hubert Tellegen : Ernest
- Anita Pallenberg : la Copine, une ancienne courtisane enrichie
- Harriet Walter : la Loupiote, une ancienne courtisane enrichie
- Iben Hjejle : Marie Laure, une riche courtisane, la mère d'Edmée
- Joe Sheridan : Marcel, le majordome de Léa
- Toby Kebbell (VF : Jean-Alain Velardo) : le patron
- Alain Churin : le prêtre
- Bette Bourne : la baronne
- Nichola McAuliffe : Madame Aldonza
- Gaye Brown (VF : Marion Game) : Lilli, une vieille cocotte qui a un amant mineur
- Natasha Cashman : Madame Roland
- Andras Hamori : Otti, l'industriel aux cheveux gris argenté
- Jack Walker : Monsieur Roland
- Rollo Weeks : Guido, l'amant mineur de Lilli
- Stephen Frears (VF : Bernard Dhéran) : le narrateur (voix)
- Jim Bywater : l'employé
- Junix Inocian : le Chinois